# Bodilus strigilatus
Bodilus strigilatus är en skalbaggsart som beskrevs av Roth 1851. Bodilus strigilatus ingår i släktet Bodilus och familjen Aphodiidae. Inga underarter finns listade.